# Sort næsehorn
Det sorte næsehorn, også kaldet det spidssnudede næsehorn (Diceros bicornis), er et næsehorn i ordenen af uparrettåede hovdyr. Arten er den eneste i slægten Diceros. Næsehornet lever i det østlige Afrika i lande som Kenya, Tanzania, Cameroun, Sydafrika, Namibia og Zimbabwe.

## Beskrivelse
Næsehornet når en skulderhøjde på 140-180 cm og er 300-375 cm lang. Hannen og hunnen er ca. lige store og vejer 1-1,3 t. Det sorte næsehorn har to horn, hvor det forreste som regel er det største. Det kan nå en længde på 130 cm. Næsehornet kan nå en hastighed på 45-50 km/t. Dyret kan blive op til 35-38 år gammelt.

## Navn
At næsehornet kaldes "sort", skyldes ikke dens hudfarve, men udtrykker kontrast til det hvide næsehorn. At det hvide næsehorn kaldes "hvidt", skyldes ifølge én teori ikke dens hudfarve, men dyrets brede snude, der som hestens mule er tilpasset græsning. På afrikaans betyder ordet weit "bred" (altså det samme ord som det danske "vid"). Det er muligvis blevet misforstået som "hvid". Det sorte næsehorns snude er spids og meget bevægelig, tilpasset næsehornets kost af blade og kviste fra træer og buske. Snuden er nærmest indrettet som en minisnabel, der kan gribe og rive blade og kviste af.

## Underarter
Der findes to underarter.
- Diceros bicornis bicornis
- Diceros bicornis minor

Underarten Diceros bicornis longipes (det vestafrikanske sorte næsehorn) blev erklæret uddød af IUCN (World Conservation Union) i november 2011.